# Midnight Café
Midnight Café (с англ. — «Полуночное кафе») — третий студийный альбом группы Smokie, выпущенный 9 апреля 1976 года.

## Список композиций
| №  | Название                            | Автор(ы)                       | Длительность |
| -- | ----------------------------------- | ------------------------------ | ------------ |
| 1. | «Something's Been Making Me Blue»   | Чинн, Чепмен                   | 2:59         |
| 2. | «Wild Wild Angels»                  | Чинн, Чепмен                   | 3:55         |
| 3. | «Poor Lady (Midnight Baby)»         | Норман, Спенсер                | 4:41         |
| 4. | «When My Back Was Against the Wall» | Норман, Спенсер                | 3:34         |
| 5. | «Make Ya Boogie»                    | Норман, Силсон, Аттли, Спенсер | 5:12         |

| №                   | Название                    | Автор(ы)            | Длительность |
| ------------------- | --------------------------- | ------------------- | ------------ |
| 6.                  | «Stranger»                  | Норман, Спенсер     | 4:40         |
| 7.                  | «What Can I Do»             | Силсон              | 3:35         |
| 8.                  | «Little Lucy»               | Норман, Спенсер     | 3:44         |
| 9.                  | «Going Home»                | Норман, Спенсер     | 7:32         |
| 10.                 | «I'll Meet You at Midnight» | Чинн, Чепмен        | 3:14         |
| Общая длительность: | Общая длительность:         | Общая длительность: | 43:29        |

## Участники записи
Smokie
- Крис Норман — ритм-гитара, вокал, акустическая гитара, фортепиано
- Алан Силсон — соло-гитара, акустическая гитара, бэк-вокал, вокал на «What Can I Do»
- Терри Аттли — бас-гитара, бэк-вокал
- Пит Спенсер — ударные, флейта, перкуссия

Технический персонал
- Майк Чепмен — продюсирование
- Никки Чинн — продюсирование
- Пит Коулман — звукоинженер
- Крис Блэр — мастеринг
- Джимми Хаскелл[англ.] — струнные аранжировки (1—4, 6, 9 треки)
- Майкл Росс — дизайн обложки
- Геред Манковиц[англ.] — фотографии

## Чарты
| Чарты (1976/1977)             | Высшая позиция |
| ----------------------------- | -------------- |
| Германия (Offizielle Top 100) | 6              |
| Норвегия (VG-lista)           | 12             |
| США (Billboard 200)           | 173            |